# Flohkraut (Markt Rettenbach)
Flohkraut ist ein Ortsteil des oberschwäbischen Marktes Markt Rettenbach im Landkreis Unterallgäu in Schwaben. 
Die Einöde Flohkraut wurde nach dem alten Flurnamen benannt. Sie gehörte zur Herrschaft Stein und wurde bei der Gemeindebildung 1818 (Zweites Gemeindeedikt) der Gemeinde Engetried zugeschlagen. Diese wurde am 1. Mai 1978 (mit Flohkraut) in Markt Rettenbach eingemeindet.